# Раджабалиев, Шерали Фозилович
Шерали Фозилович Раджабалиев (тадж. Шералӣ Фозилович Раҷабалиев; 30 марта 1942, Матчинский район, Таджикская ССР — 3 февраля 2022) — невролог. Доктор медицинских наук (1996), профессор.

## Биография
Раджабалиев Шерали родился 30 марта 1942 г. в районе Горно-Матчинский район Таджикской ССР в семье интеллигенции.
Его отец Фазилов Раджабали (1912 г.р.) в 1932-1941годы занимал должность народного судьи Балджуванского и Мастчинского районов, также города Сталинабада. Одновременно был членом Верховного суда Таджикской ССР. В 1941 году был призван на фронт и героически погиб в Сталинградской битве в 1943 году.
В 1957 году, после окончания средней школы № 7, города Сталинабада, поступил в Сталинабадское медицинское училище и в 1960 году окончил его, получив диплом с отличием. В том же году Шерали Раджабалиев поступил в Таджикский государственный медицинский институт имени Абуали ибн Сино, который окончил в 1966 году. Трудовую деятельность начал медбратом в детском неврологическом отделении Республиканской клинической больницы № 3 города Душанбе и проработал в этой больнице с 1964 по 1966 год. В 1966 году после окончания института продолжает работать врачом-неврологом в этом отделении. В 1967 году в Москве Шерали Раджабалиев прошёл курс повышения квалификации в Центральном ордена Ленина институте усовершенствования врачей (ЦОЛИУВ) под руководством известного детского невролога, профессора М. Б. Цукер.
По возвращении был назначен заведующим отделением детских неврологических болезней Республиканской клинической больницы № 3 города Душанбе и работал в этой должности в течение 1968—1970 годов. В 1970 году был избран освобождённым председателем профсоюза Республиканской клинической больницы № 3 города Душанбе и в этом качестве проработал до 1971 года. В 1971 году Шерали Раджабалиева приглашают в Таджикский государственный медицинский институт имени Абуали ибн Сино для педагогической деятельности. В течение 1971—1988 годов под руководством профессора А. М. Пулодова и кандидата медицинских наук Т. И. Ходжаевой он был ассистентом, затем, в 1988—1993 годы — доцентом кафедры неврологических болезней и основ медицинской генетики института.
В 1972—1975 годах — аспирант заочного отделения кафедры неврологических болезней Таджикского государственного медицинского института имени Абуали ибн Сино Шерали Раджабалиев под руководством профессора А. М. Пулодова занялся научным исследованием. Для исследования была выбрана тема «Клинико-иммунологический и реоэнцефалографический ревматизм у детей и вопросы патогенетического лечения». В 1978 году в диссертационном совете при Институте повышения квалификации врачей им. С. М. Кирова, в городе Ленинграде по этой теме им была успешно защищена кандидатская диссертация. В 1993—2001 годах — проректор по учебной работе Таджикского института последипломной подготовки медицинских кадров, в 1994—1998 годах — одновременно проректор по научной и лечебной работе, в 1993—2009 годах — заведующий кафедры неврологии и основ медгенетики ТИППМК, в 2004—2008 годах — проректор по учебной работе ТИППМК, в 2009—2015 годах — профессор кафедры неврологии и основ медгенетики ТИППМК. В 1996 году Шерали Раджабалиев защитил докторскую диссертацию на учёном совете Санкт-Петербургской медицинской академии последипломного образования на тему «Распространение наследственных нервно-мышечных заболеваний в Республике Таджикистан (клиника, лечение и профилактика)» в форме научного доклада, который состоял из 59 страниц. Защита и получение степени доктора медицинских наук без написания докторской диссертации — редкое событие. В 2000 году ему было присвоено учёное звание профессора.
Шерали Раджабалиев является одним из представителей медицинской области, который поднял вопрос о подготовке специалистов данной области за рубежом и потратил немало усилий для осуществления этой идеи. В результате в те годы начались и стали развиваться сотрудничества с высшими медицинскими учреждениями и центрами городов Москвы, Санкт-Петербурга, Ташкента. Следует отметить, что вклад ректора Медицинской Академии последипломного образования (МАПО) Санкт-Петербурга Н. А. Кирова Белякова является значимым в подготовке специалистов-медиков по двусторонней договоренности. В частности, за 10 лет в этом учреждении более 60 таджикских специалистов прошли клиническую ординатуру, аспирантуру и докторантуру, защитили диссертации, и сегодня большинство из них служат обществу в нашей стране. За этот период 10 сотрудников института защитили докторские и 12 кандидатские диссертации.

## Консультативно лечебная работа
- 1992—2009 год — главный внештатный невролог по взрослой и детской службе по Республике Таджикистан и городу Душанбе;
- 1993—2008 — консультант правительственной больницы № 4;
- 1995—2009 год — консультант Национальной гвардии;
- 1993—1995 год — ликвидация триходесмотоксикоза в Республике Таджикистан;
- 1992—2001 год — ликвидация полиомиелита в Республике Таджикистан;
- 1997—2008 год — председатель общества неврологов Республики Таджикистан;
- Выезды и консультации больных по линии санитарной авиации по Республике Таджикистан.

## Труды
Шерали Раджабалиев является автором более 265 научных работ, в том числе 5 монографий, 23 методических рекомендаций и 5 инновационных предложений.

## Награды
- Медаль «За доблестный труд». В ознаменовании 100-летия со дня рождения В. И. Ленина", 1970 год;
- Медаль в честь 10-летия Вооруженных Сил Таджикистана, 2003 год;
- Медаль в честь 15-летия Вооруженных Сил Таджикистана, 2008 год;
- Заслуженный деятель науки и техники Таджикистана, 1999 год;
- Медаль в честь 85-летия Профсоюза работников здравоохранения и социальной защиты населения Таджикистана;
- Сертификат — благодарность Европейского регионального бюро Всемирной организации здравоохранения за проделанную работу по ликвидации полиомиелита в Таджикистане и в Европейском регионе, 2000 год.

## Память
Решением учёного совета Государственного образовательного учреждения «Институт последипломного образования в сфере здравоохранения Республики Таджикистан» от 31 марта 2023 г. (протокол 4/1) кафедре неврологических болезней и медицинской генетики присвоено имя профессора Раджабалиев Шерали.